# Anansiho chlapci
Anansiho chlapci (orig. Anansi Boys) je fantasy román z roku 2005, navazující na knihu Američtí bohové. Jeho autorem je britský spisovatel Neil Gaiman.
Kniha vyšla 20. září 2005. Dostala se na první místo v seznamu bestsellerů New York Times a vyhrála cenu Locus za rok 2005 a Cenu Augusta Derletha v roce 2006.

## Příběh
Anansiho chlapci jsou příběhem dvou synů Anansiho, pavoučího boha, který před několika tisíci lety ukradl příběhy Tygrovi a tím změnil svět. Anansi měl dva syny, kteří v knize objeví existenci toho druhého a objevují společné dědictví. Jedním z nich je zakřiknutý Tlustý Charlie, jemuž na začátku knihy zemřel otec, ale pro něj je to spíše vysvobození, protože otec mu konstantně ničil život. Jednoho dne se před jeho dveřmi objeví jeho bratr Spider, o kterém dosud neměl tušení. Spider na rozdíl od Charlieho otcovy nadpřirozené schopnosti zdědil. Jeho snaha zlepšit bratrův život ale vede jenom k potížím, a tak Charlie požádá o pomoc ostatní zvířecí bohy.